# کلیسای تمام مقدسین، فولام
کلیسای تمام مقدسین، فولهام (انگلیسی: All Saints Church, Fulham)اکنون این کلیسا یک کلیسای انگلیکن در فولهام لندن است که در نزدیکی رودخانه تیمز و در کنار مسیر شمالی پل پوتنی قرار دارد.بیش از ۹۰۰ سال است که یک کلیسا در همین مکان وجود دارد.قدمت ساختمان کلیسای فعلی مربوط به اواخر دوره ویکتوریایی است.این کلیسا بسیاری از یادبودهای کلیسای قبلی را به همراه یک لوح به یادبود کشته شدگان جنگ جهانی اول حفظ کرده است.

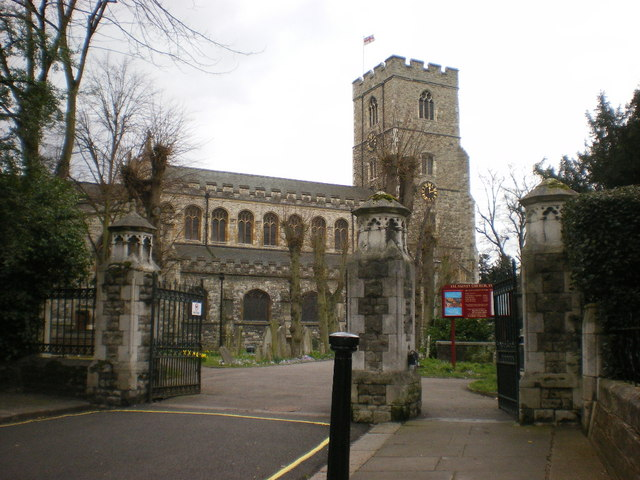
ورودی

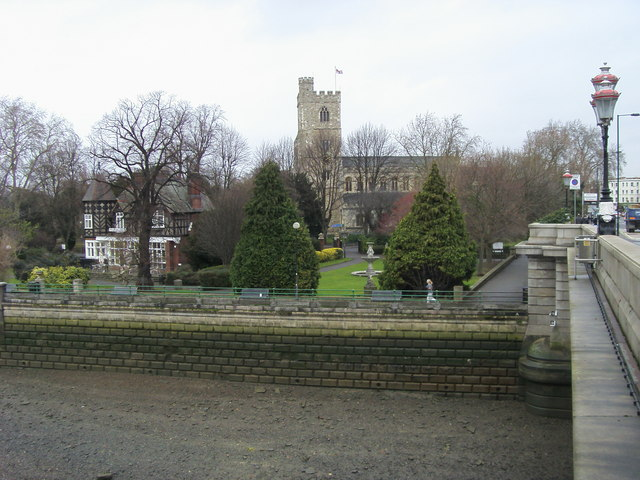
نمایی از پل پوتنی